# Tripladenia cunninghamii
Tripladenia cunninghamii ist die einzige Art der Pflanzengattung Tripladenia innerhalb der Familie der Zeitlosengewächse (Colchicaceae). Sie ist in Australien verbreitet.

## Beschreibung

### Erscheinungsbild und Blatt

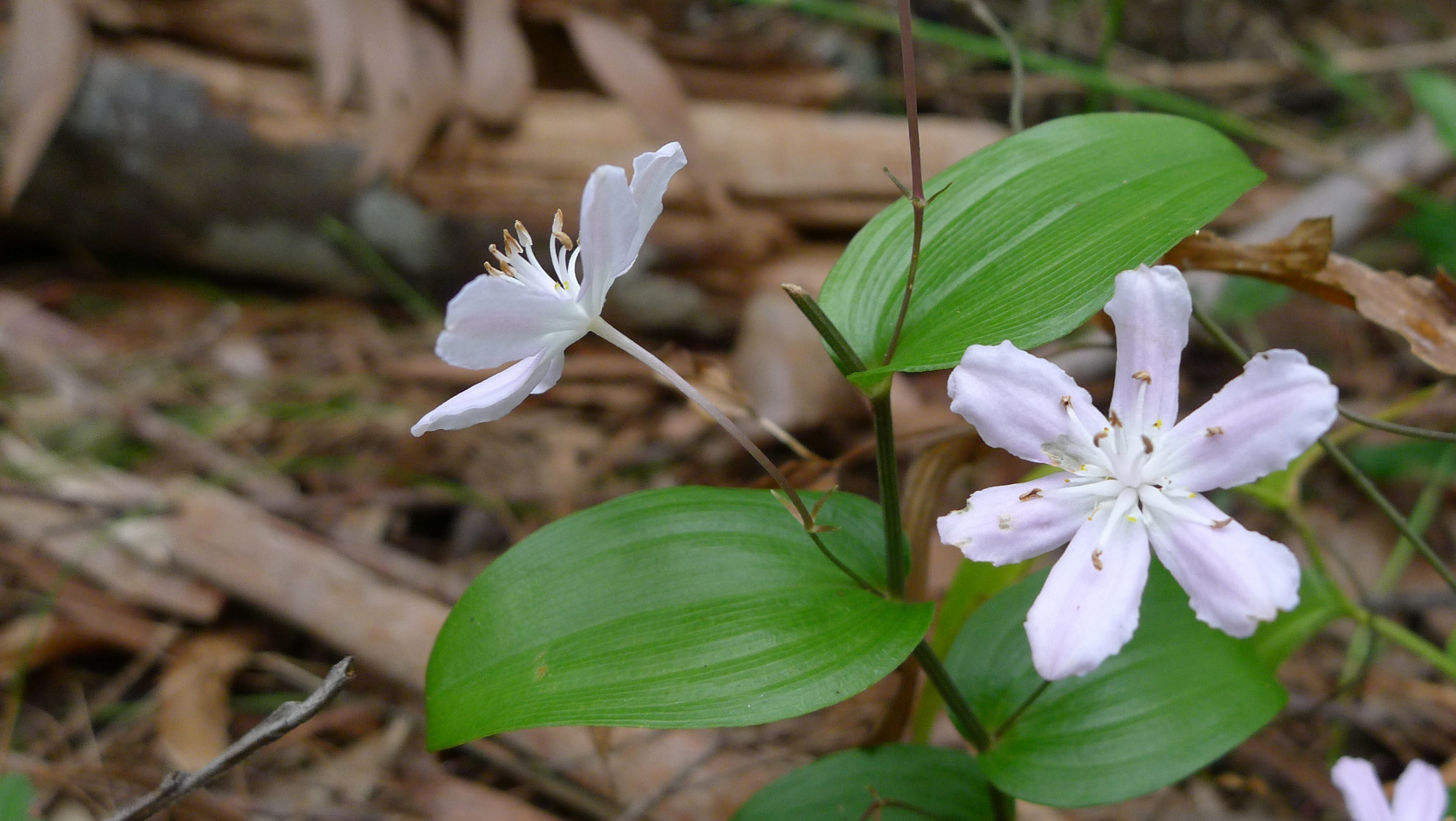
Tripladenia cunninghamii

Tripladenia cunninghamii wächst als ausdauernde krautige Pflanze und erreicht Wuchshöhen von bis zu 40 cm. Diese Geophyten bilden als Speicherorgane unterirdische, knotige Rhizome, die mit schuppenartigen Nebenblättern bedeckt sind. Es werden Faserwurzeln gebildet. Die oberirdischen Pflanzenteile sind mehr oder weniger kahl. Die aufrechten Stängel sind unverzweigt.
Die wechselständig und spiralig am Stängel angeordneten Laubblätter sind sitzend. Die einfachen Blattspreiten sind bei einer Länge von meist 40 bis 70, manchmal bis zu 90 cm und einer Breite von meist 1 bis 2,5 oder bis zu 4,5 cm eiförmig bis eiförmig-lanzettlich mit mehr oder weniger herzförmiger bis spitz zulaufender Spreitenbasis und spitzem oberen Ende. Der Blattrand ist mehr oder weniger gewellt. Es liegt eine Parallelnervatur mit mehreren Blattadern vor.

### Blütenstand und Blüte
Die Blütezeit liegt an den Heimatstandorten zwischen Oktober und Januar. Endständig oder seitenständig in den Achseln der obersten Blätter werden auf 3 bis 6 cm langen Blütenstandsschäften zymöse, ein- bis wenigblütige Blütenstände gebildet. Die Deckblätter sind 5 bis 8 mm lang. Der Blütenstiel ist 1 bis 3 cm lang.
Die zwittrigen Blüten sind radiärsymmetrisch, dreizählig und weisen einen Durchmesser von 1,5 bis 2,5 cm auf. In der Blütenknospe sind die Blütenhüllblätter eingefaltet. Die sechs gleichgestaltigen, freien und malven- bis rosafarbenen Blütenhüllblätter sind 7 bis 12 mm lang sowie 4 bis 7 mm breit und besitzen einen mehr oder weniger gewellten Rand. An der Basis der Blütenhüllblätter befinden sich als 2 bis 3 mm lange Anhängsel jeweils zwei Nektarien. Es sind zwei Kreise mit je drei 5 bis 6 mm langen Staubblättern vorhanden. Die freien, aufrechten Staubfäden sind 2,5 bis 3 mm lang und an ihrer Basis verbreitert. Die basifixen Staubbeutel sind 2 bis 2,5 mm lang und öffnen sich mit Schlitzen. Drei Fruchtblätter sind zu einem kahlen, oberständigen, dreikammerigen Fruchtknoten verwachsen. Jede Fruchtknotenkammer enthält in zwei Reihen zahlreiche Samenanlagen. Der Griffel ist 1 bis 2 mm lang und endet in drei 2 bis 3 mm langen auseinanderweichenden Narben.

### Frucht und Samen
Die runzelige, loculizidale, dreifächerige Kapselfrucht ist bei einem Durchmesser von 6 bis 8 mm eiförmig und enthält viele Samen. Die gelben bis braunen Samen sind besitzen bei einem Durchmesser von 4 bis 5 mm eine kugelige bis durch die Enge in der Kapselfrucht kantige Form. Die Früchte reifen an den Heimatstandorten etwa im März.

### Chromosomenzahl
Die Chromosomenzahl beträgt 2x = 14.

## Vorkommen
Die Heimat von Tripladenia cunninghamii liegt im südöstlichen Queensland und nordöstlichen New South Wales. Sie tritt sporadisch auf, ist aber lokal häufig in Gebieten mit offenen Wäldern und feuchten Hartlaubwäldern.

## Systematik
Die Gattung Tripladenia wurde 1839 mit der Typusart Tripladenia cunninghamii D.Don durch David Don in Proceedings of the Linnean Society of London, Volume 1, S. 46 aufgestellt. Der Gattungsname Tripladenia leitet sich von den griechischen Wörtern triplus für dreifaltig und aden für eine Drüse ab; möglicherweise bezieht sich das auf die breiten Anhängsel an der Basis der Blütenhüllblätter. Das Artepitheton cunninghamii ehrt den englischen Botaniker Allan Cunningham.
Tripladenia cunninghamii ist die einzige Art der Gattung Tripladenia aus der Tribus Tripladenieae innerhalb der Familie Colchicaceae; sie wurde früher in die Familien Convallariaceae, Liliaceae oder Uvulariaceae eingeordnet.

## Nutzung
Über eine Nutzung ist nichts bekannt.